# 澳洲帶魚
澳洲帶魚，为輻鰭魚綱鱸形目鯖亞目带鱼科的其中一種。分布於西太平洋的澳洲海域，體長可達67公分，屬肉食性。

## 延伸阅读
維基物種上的相關：澳洲帶魚